# Гропиус, Мартин
Мартин Карл Филипп Гропиус (нем. Martin Carl Philipp Gropius; 11 августа 1824, Берлин — 13 декабря 1880, Берлин) — немецкий архитектор периода историзма. Последователь школы Карла Фридриха Шинкеля.

## Биография
Мартин Гропиус был одним из шести детей в семье берлинского фабриканта шёлковых тканей Карла Гропиуса (1781—1854) и Берты Ваншаффе (1799—1873). Художник Карл Вильгельм Гропиус был его двоюродным братом. Его внучатым племянником был архитектор и основатель Баухауса Вальтер Гропиус.
Мартин Карл Филипп с детства хотел быть архитектором. Он получил образование в Королевском торговом институте в Берлине, который был основан в 1821 году Христианом Петером Вильгельмом Бойтом как Королевский технический институт, а позднее также назывался Торговой академией. В качестве примера для подражания он с раннего возраста выбрал творчество Карла Фридриха Шинкеля.
В 1847 году Гропиус сдал экзамен на геодезиста, затем поступил в Берлинскую строительную академию и сначала работал стажёром у Генриха Штрака, а затем в 1855 году сдал экзамен на главного строителя и работал помощником Карла Бёттихера в Берлинской строительной академии.
До 1855 года Мартин Гропиус был занят практикой архитектурного проектирования, осуществляя в том числе надзор за строительством зданий. В 1867 году он был назначен директором учебного института Берлинского торгового музея, а в 1869 году — директором Королевской художественно-торговой школы и директором всех прусских художественных школ. Это также сделало Гропиуса сенатором Академии искусств.
Благодаря своему учителю Карлу Бёттихеру, автору труда «Тектоника эллинов» (1852), Гропиус познакомился с формальным языком древнегреческой архитектуры, который он модифицировал и применял к своим постройкам. Вначале он проектировал жилые дома и загородные виллы в традициях «романтического классицизма» Карла Фридриха Шинкеля. Его представительские здания также привержены этой идее.
В 1880 году Мартин Гропиус совместно с Хейно Шмиденом основал одну из крупнейших архитектурных фирм в Берлине — фирму «Gropius & Schmieden». Наиболее известными зданиями архитектурного партнёрства Гропиуса и Шмидена являются новое здание Королевского музея декоративного искусства в Берлине, ныне «Дом Мартина Гропиуса» (Martin-Gropius-Bau) в стиле итальянского Возрождения, больница во Фридрихсхайне, библиотека Грайфсвальдского университета, новый Концертный зал в Лейпциге, а также множество других зданий, частных особняков.
С 1869 года Мартин Гропиус был директором учебного института Берлинского музея декоративного искусства (Школы декоративного искусства). В конце 1880 года, на время болезни, он ушёл в отставку с этой должности.
Гропиус скончался от сердечного приступа в Берлине 13 декабря 1880 года. Современники восхваляли его как одного из «самых тонких архитекторов нашего времени вышедших из школы Шинкеля». Гропиус похоронен на кладбище II Троицкого прихода на Бергманштрассе в берлинском районе Кройцберг (местоположение захоронения: C-W.S.-6-9). Гробница в виде перголы была спроектирована самим Гропиусом и Генрихом Штраком. По решению Сената Берлина место последнего упокоения Мартина Гропиуса с 1978 года признано почётной могилой федеральной земли Берлин.

## Постройки

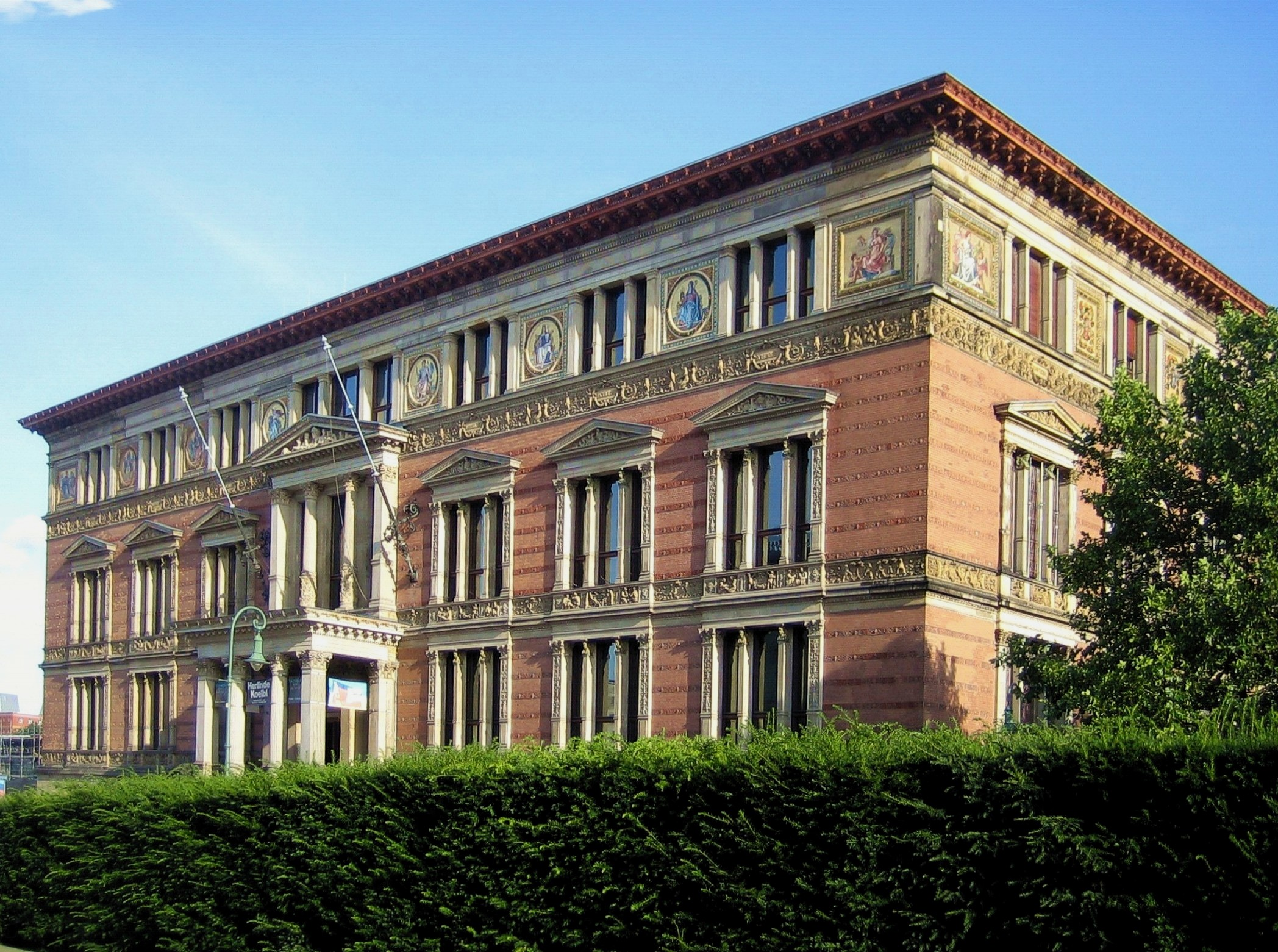
Здание Музея художественных ремёсел (Дом Мартина Гропиуса). Совместно с Х. Шмиденом. 1877—1881. Берлин
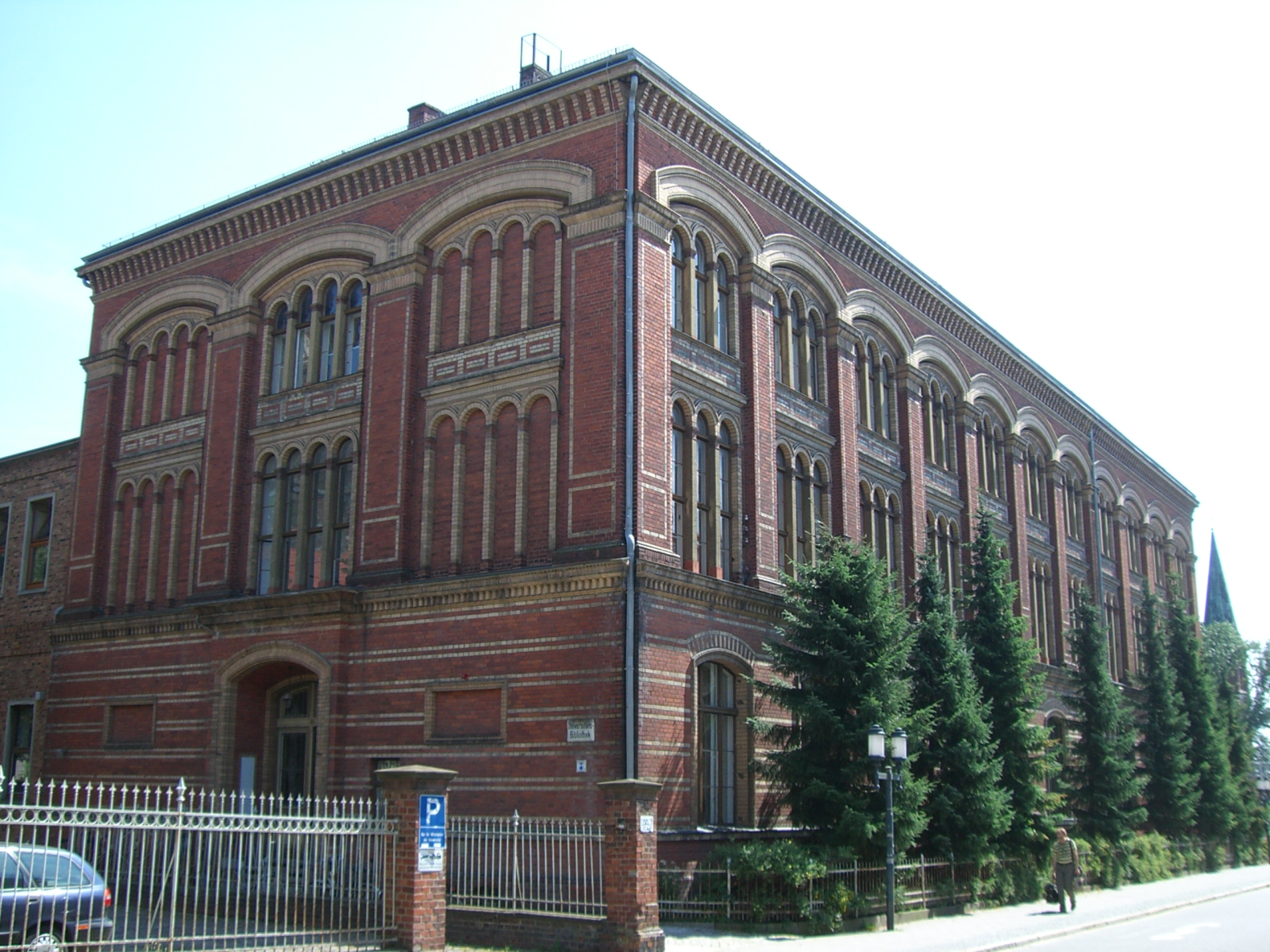
Библиотека Грайфсвальдского университета. 1880–1882
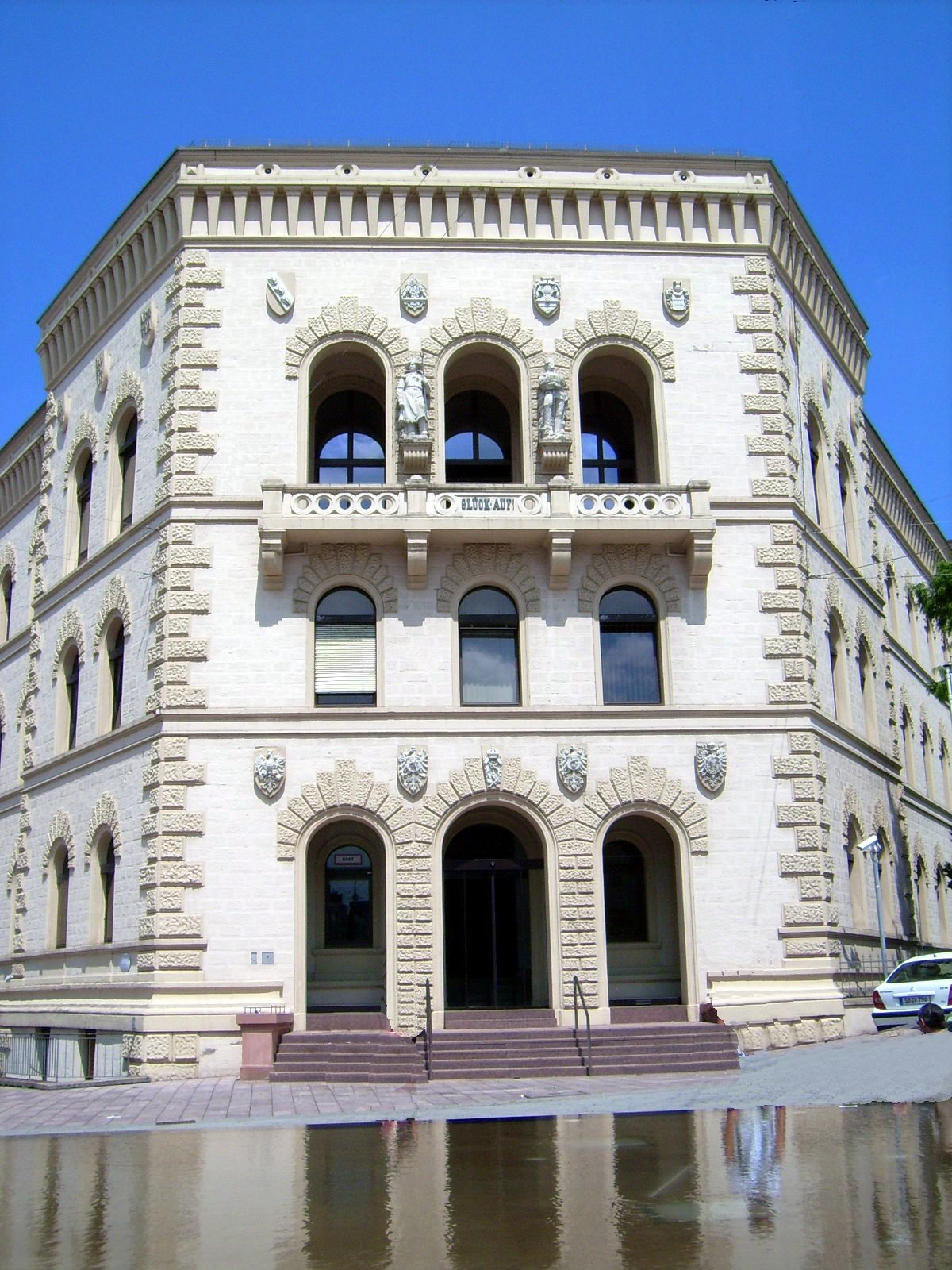
Здание горного министерства. 1877–1880. Саарбрюккен
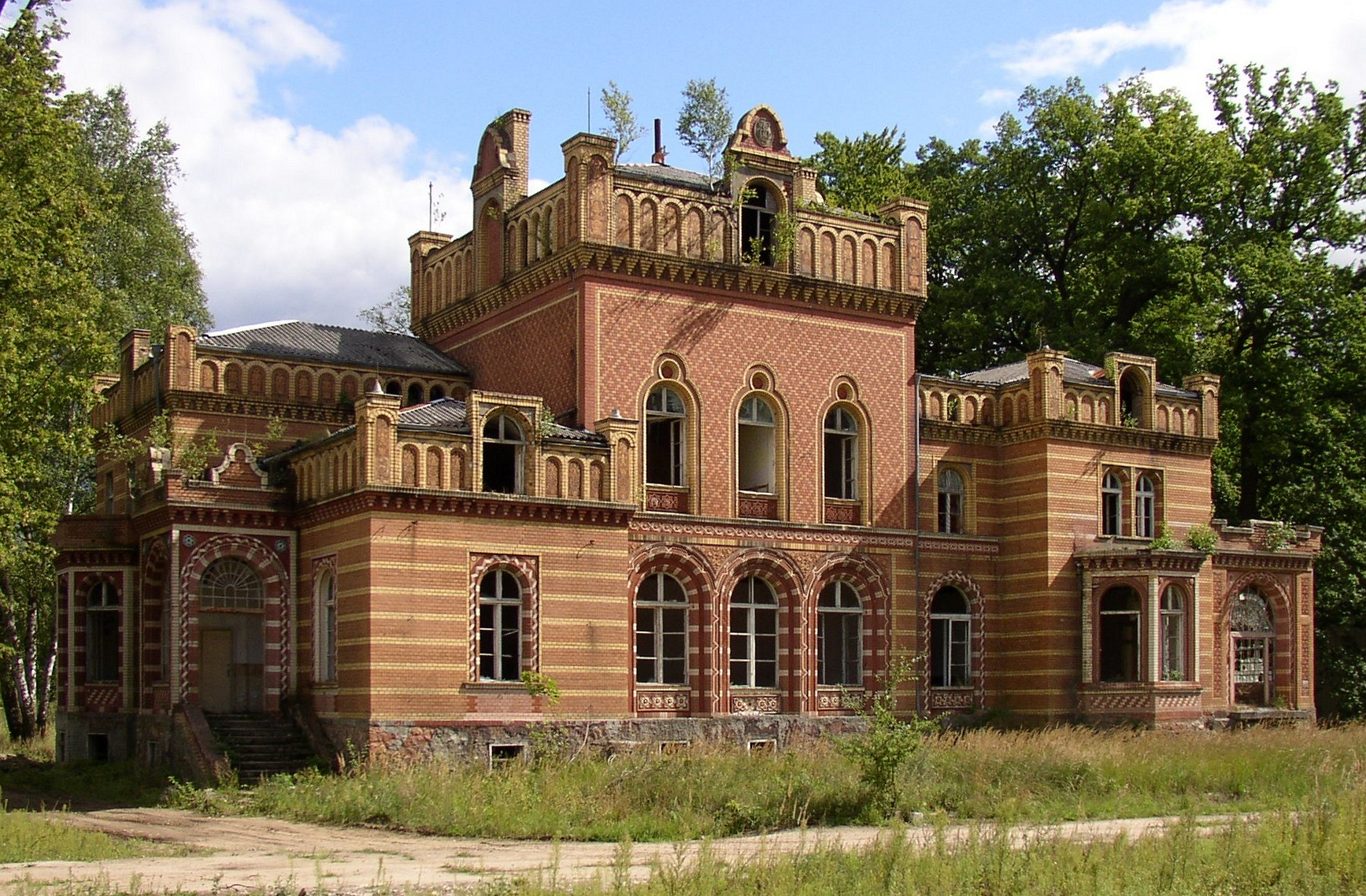
Вилла Генцроде близ Нойруппина, Бранденбург. Х. Шмиденом. 1876–1877
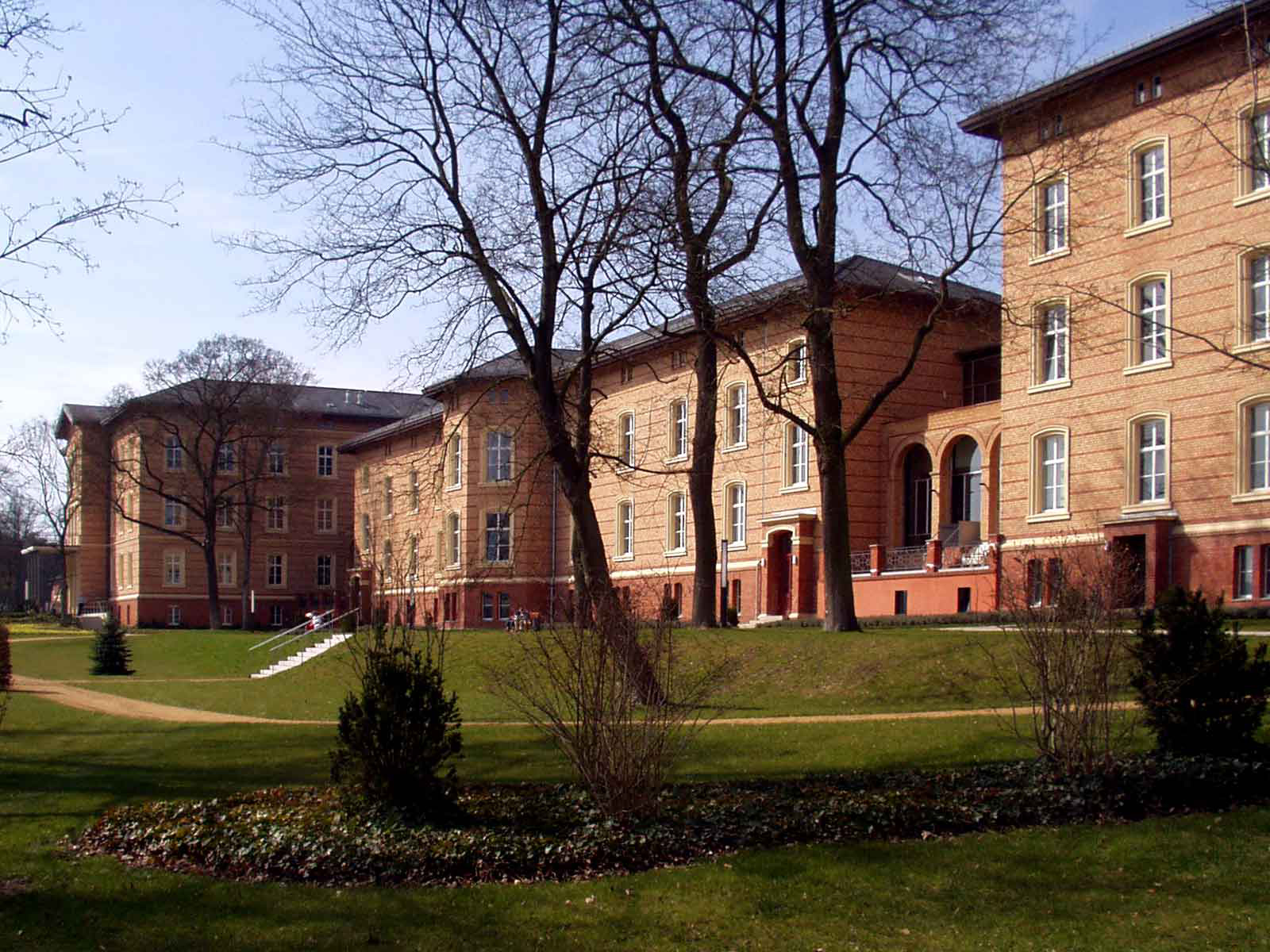
Больница в Эберсвальде
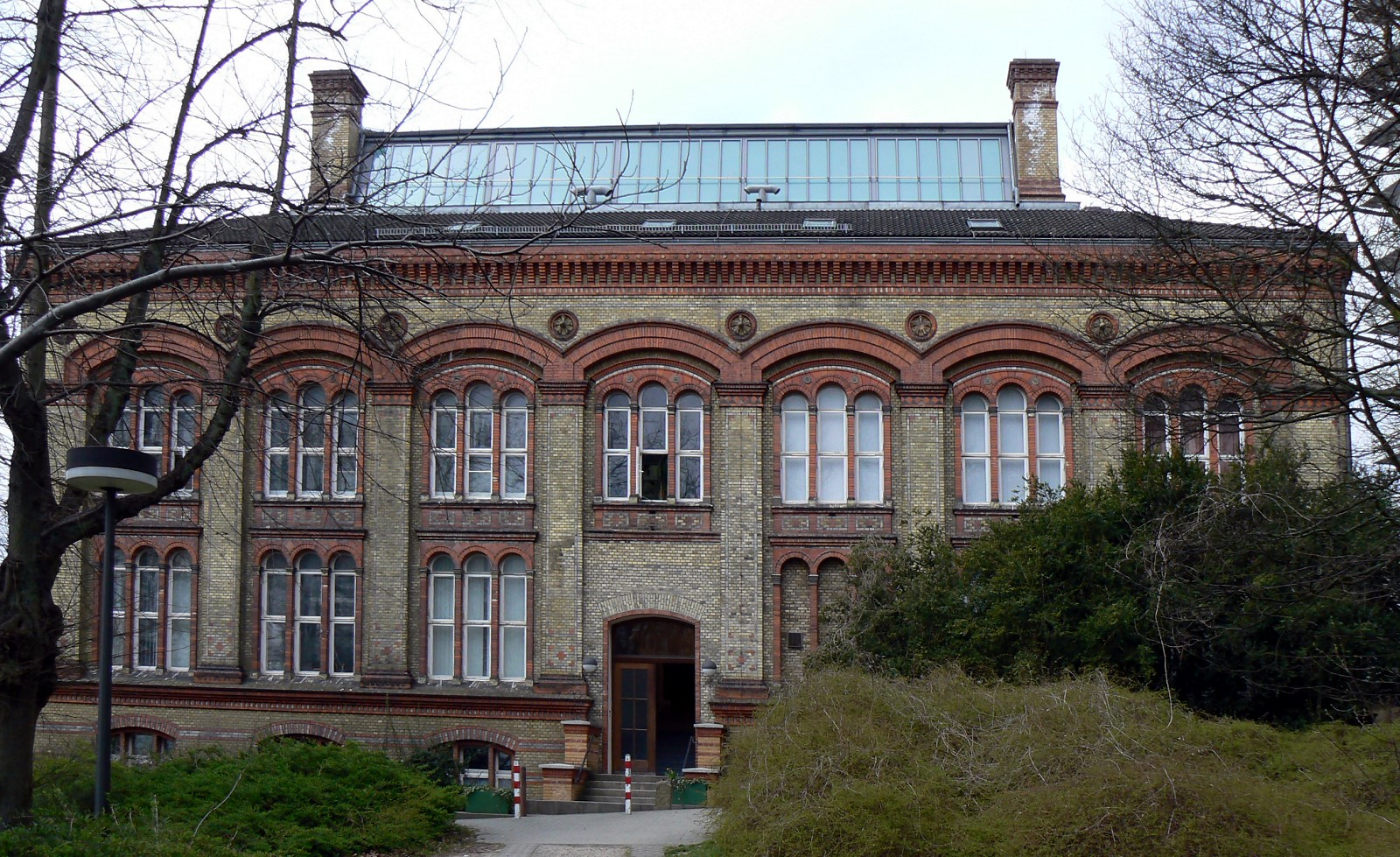
Зоолого-этнографический музей Кильского университета
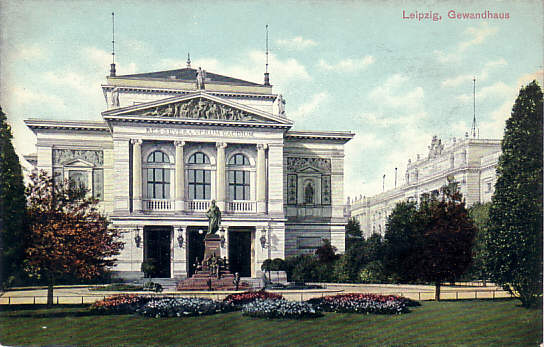
Концертный дом (Новый Гевандхаус). Совместно с Х. Шмиденом. 1884. Лейпциг. Разрушен в 1943–1944 гг.